# Interstate 70
Die Interstate 70 (kurz I-70) ist ein US-amerikanischer Interstate Highway, der auf 3520 Kilometern (2173 mi) auf Höhe der Mitte des Landes quer von West nach Ost führt und eine der Hauptstrecken der Rocky-Mountains-Region und des Mittleren Westens bildet. Wie bei der Interstate 40 beginnt die Strecke nicht direkt an der Westküste, sondern an der Interstate 15 in Cove Fort im Bundesstaat Utah. Das östliche Ende befindet sich in Baltimore, Maryland an der Interstate 695. Die I-70 war dabei die erste Interstate, die im Rahmen des von Dwight. D. Eisenhower ins Leben gerufenen Autobahnprojekts gebaut wurde. Östlich der Rocky Mountains folgt sie dem Verlauf des U.S. Highways 40, der schon vorher existierte, aber im Rahmen des Baus der Interstate zur Autobahn ausgebaut wurde.
Der Bau der I-70 in Colorado und Utah war eine große technische Leistung. So wurden zum Beispiel der Eisenhower-Tunnel und Strecken durch den Glenwood Canyon und den San Rafael Swell gebaut. Der Eisenhower-Tunnel ist der höchste Punkt des Interstate-Highwaysystems mit 3400 m. Als letzter Abschnitt wurde 1992 der Glenwood Canyon für den Verkehr freigegeben.
Die wichtigsten Städte, die von der I-70 erschlossen werden sind Denver, Kansas City, St. Louis, Indianapolis, Columbus und Baltimore.

## Länge
| Meilen | km   | Staat         |  |
|        |      |               |  |
| 0232   | 0376 | Utah          |  |
| 0451   | 0731 | Colorado      |  |
| 0424   | 0687 | Kansas        |  |
| 0252   | 0408 | Missouri      |  |
| 0156   | 0253 | Illinois      |  |
| 0157   | 0254 | Indiana       |  |
| 0225   | 0365 | Ohio          |  |
| 014    | 023  | West Virginia |  |
| 0168   | 0272 | Pennsylvania  |  |
| 094    | 0152 | Maryland      |  |
|        |      |               |  |
| 2173   | 3520 | Total         |  |

## Wichtige Städte an dieser Autobahn

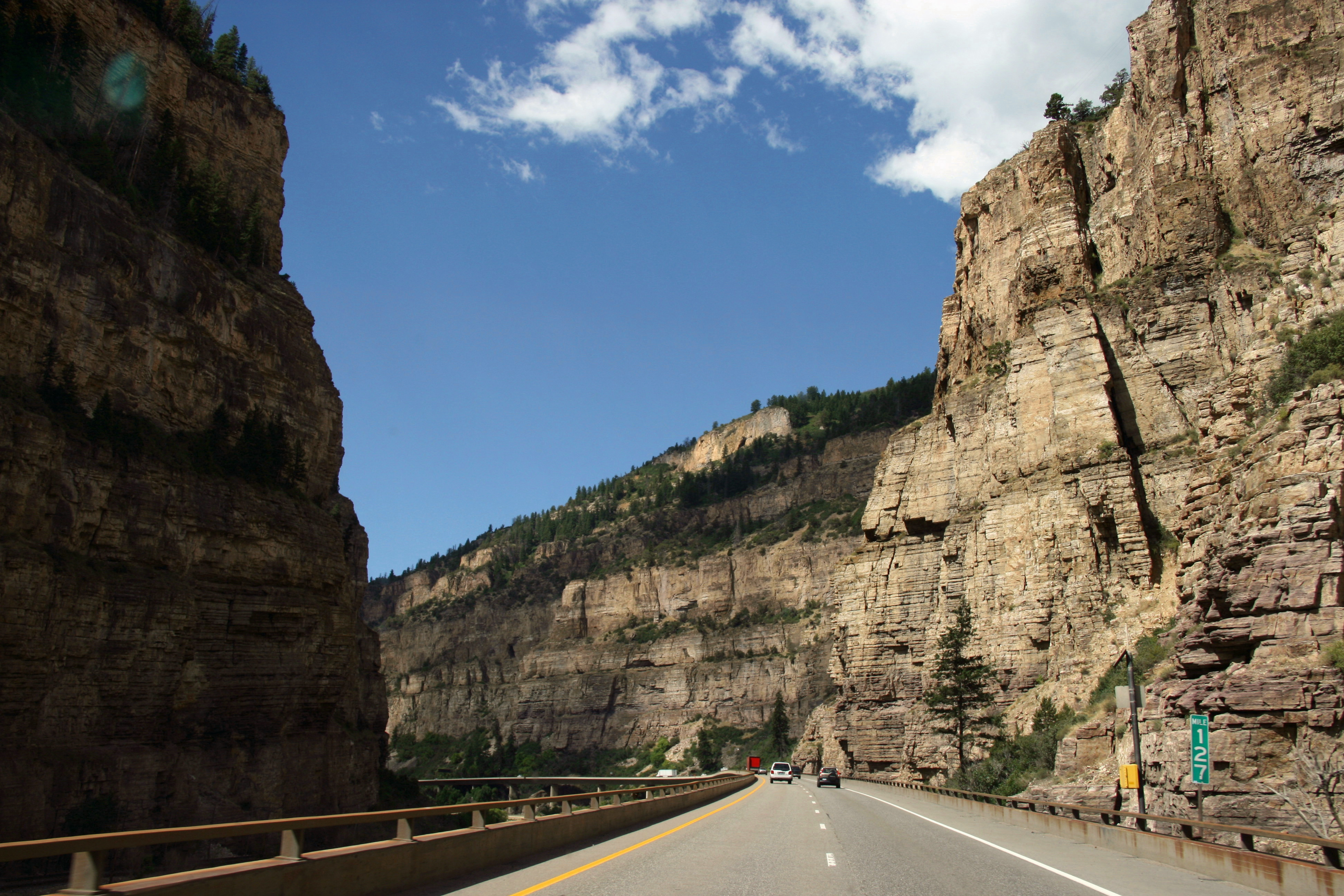
Die I-70 im Glenwood Canyon in den Rocky Mountains

- Denver
- Aurora
- Topeka
- Kansas City
- Columbia
- St. Louis
- Indianapolis
- Dayton
- Columbus
- Wheeling
- Hagerstown
- Frederick
- Baltimore

## Zubringer und Umgehungen
- Interstate 270 bei Denver
- Interstate 470 bei Topeka

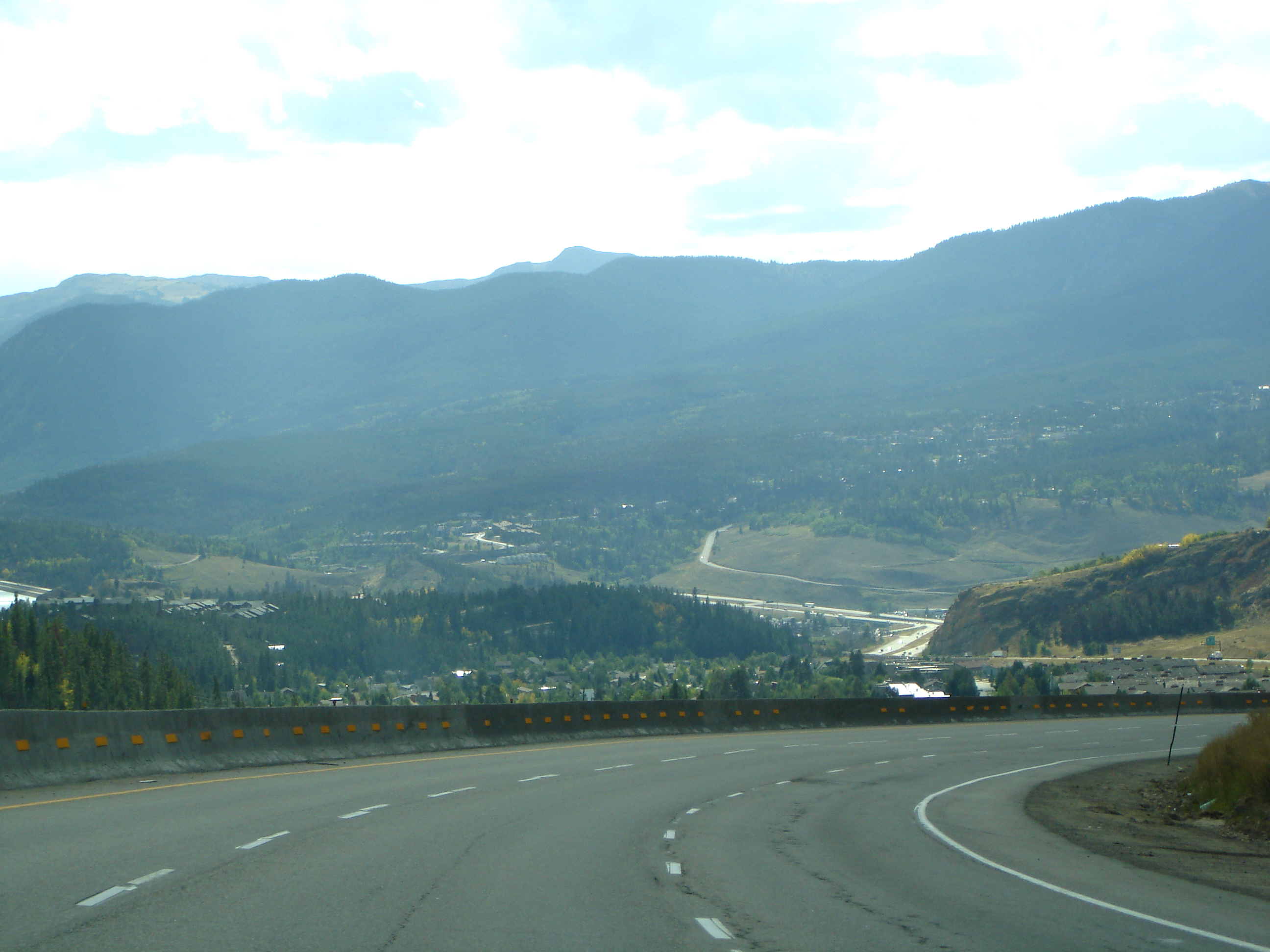
Interstate 70 in den Rocky Mountains, Richtung Westen

- Interstate 670 zwischen Kansas City in Kansas und Kansas City in Missouri
- Interstate 470 bei Kansas City in Missouri
- Interstate 170 und Interstate 270 bei St. Louis
- Interstate 270 und Interstate 670 bei Columbus
- Interstate 470 bei Wheeling
- Interstate 270 und Interstate 370 bei Washington
- Interstate 170 bei Baltimore

## Besonderheit
Die Interstate 70 ist bis heute keine durchgehend kreuzungsfrei befahrbare Route. Es existiert eine kurze Unterbrechung an der Zusammenführung mit dem Pennsylvania Turnpike. Dort fehlt ein Autobahndreieck. Der östliche Teil der I-70 endet in Breezewood. Von dort wird der Verkehr zur mautpflichtigen Turnpike-Auffahrt bei Breezewood geführt. Der Grund ist, dass der gemeinsame Verlauf mit dem Pennsylvania-Turnpike kostenpflichtig ist, der östliche, Pennsylvania mit Maryland verbindende Teil der I-70 aber mautfrei ist. Eine direkte Verbindung wurde bis heute nicht gebaut, da dies die Einrichtung einer weiteren Mautstelle zur Folge hätte.